# ابزار حذف نرم‌افزار مخرب ویندوز
ابزار حذف نرم‌افزار مخرب ویندوز (به انگلیسی: Windows Malicious Software Removal Tool) یک ابزار رایگان حذف ویروس است که توسط شرکت مایکروسافت برای سیستم‌عامل ویندوز ایجاد شده‌است.
اولین نسخه آن در ژانویه ۲۰۰۵ به صورت یک ابزار ضدویروس درتقاضا برای اسکن کردن و شناسایی بدافزارهای خاص فراگیر و از بین بردن آن‌ها در رایانه‌ها منتشر شد. این ابزار به صورت خودکار توسط سرویس به‌روزرسانی سیستم‌عامل ویندوز دریافت می‌شود اما می‌توان آن را به صورت جداگانه هم بارگیری کرد. این برنامه در دومین سه‌شنبه هرماه از طریق به‌روزرسان ویندوز به‌روزرسانی می‌شود و پس از نصب، به صورت خودکار اجرا شده و در صورت شناسایی بدافزارها، آن را به کاربر اعلام می‌کند. همچنین کاربران ویندوز می‌توانند خود به‌طور مستقیم این ابزار را از مرکز بارگیری مایکروسافت دریافت کنند. این ابزار فایل گزارش خود را از نتایج اسکن کردن سیستم در شاخه %windir%\debug\mrt.log ذخیره می‌کند. برای اجراکردن این برنامه در زمان‌های بعدی و به صورت دستی می‌توان در قسمت run ویندوز، mrt.exe را وارد کرد و سپس آن را اجرا نمود. در صورتی‌که این برنامه، بدافزاری را در سیستم شناسایی کند گزارش آن بدون دربرگرفتن اطلاعات سیستم آلوده، به مایکروسافت ارسال می‌گردد. هرچند این ارسال گزارش مطابق موافت‌نامه نرم‌افزاری است اما به صورت دلخواه می‌توان آن را غیرفعال نمود.
در ژوئن ۲۰۰۶ مایکروسافت ادعاکرد که در پانزده ماه گذشته این ابزار بیش از ۱۶ میلیون نمونه بدافزار را در ۷/۵ میلیون رایانه از بین برده‌است. همچنین در ۱۹ می ۲۰۰۹ مایکروسافت اعلام کرد این نرم‌افزار ۸۵۹۸۴۲ رایانه را از نرم‌افزارهای سارق رمز پاک کرده‌است.